# Cleptometopus indistinctus
Cleptometopus indistinctus là một loài bọ cánh cứng trong họ Cerambycidae.